# Michael Belov
Michael Belov (27 de novembro de 2001), é um automobilista russo. Ele faz parte do programa da SMP Racing.

## Carreira

### Campeonato de Fórmula 3 da FIA
Em 19 de agosto de 2020, foi anunciado que David Schumacher havia deixado a equipe Charouz Racing System. Com isso, a equipe contratou Belov para a disputa do restante da temporada de 2020 do Campeonato de Fórmula 3 da FIA.